# شهدخوار بال‌سبز
شهدخوار بال‌سبز (نام علمی: Aethopyga pulcherrima) یک گونه از پرندگان خانواده شهدخواران و بومی فیلیپین است.
زیستگاه‌های طبیعی آن جنگل‌های دشت نمناک نیمه‌گرمسیری و جنگل‌های کوهستانی نمناک نیمه‌گرمسیری یا گرمسیری است.